# Muhain Khalifah
Muhain Khalifah (Arabic:محين خليفة) (sinh ngày 10 tháng 6 năm 1994) là một cầu thủ bóng đá người Các Tiểu vương quốc Ả Rập Thống nhất. Hiện tại anh thi đấu cho Al-Sharjah.